# Lai He

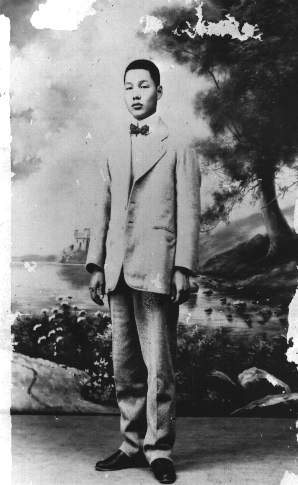
Lai He im Jahr 1919

Lai He (chinesisch 賴和, Pinyin Lài Hé, Pe̍h-ōe-jī Luā Hô, Hakka: Lai Foˇ; * 28. Mai 1894 in Changhua auf Taiwan; † 31. Januar 1943 ebenda) war ein taiwanischer Arzt und Schriftsteller zur Zeit der japanischen Herrschaft über Taiwan. Er gilt als „Vater der taiwanischen Literatur“.

## Leben
Lai He gehörte der Volksgruppe der Hakka an, seine Muttersprache war jedoch nicht Hakka, sondern Taiwanisch. Er entstammte einer wohlhabenden Familie, was es ihm ermöglichte, nicht nur die japanische Volksschule zu besuchen, sondern auch Privatunterricht in klassischer chinesischer Literatur zu erhalten. Nach seinem Schulabschluss studierte Lai an der von den Japanern gegründeten Medizinischen Fachschule in Taipeh Allgemeinmedizin. In dieser Zeit heiratete er. Nach seinem Abschluss 1914 hospitierte und praktizierte Lai in verschiedenen Städten Taiwans und begab sich im Jahr 1918 für etwas mehr als ein Jahr in die chinesische Hafenstadt Xiamen (Amoy), wo er in einem japanischen Krankenhaus hospitierte. 1920 kehrte er nach Taiwan zurück, um sich als Allgemeinarzt nahe seiner Heimatstadt Changhua niederzulassen. Gleichzeitig begann er mit der Veröffentlichung literarischer Werke und engagierte sich in Organisationen wie der Vereinigung für taiwanische Kultur und in Bürgerbewegungen wie der Kampagne für ein taiwanisches Parlament, was ihn wie viele andere taiwanische Intellektuelle jener Zeit in Konflikt mit den japanischen Kolonialherren brachte und zu Gefängnisaufenthalten in den Jahren 1923 und 1942 führte. Die meisten seiner Veröffentlichungen handelten vom Zustand der taiwanischen Gesellschaft zwischen Rückständigkeit und Modernisierung und von der kolonialen Unterdrückung. Während seines letzten Aufenthalts im Gefängnis nahm Lais Gesundheit Schaden; er wurde vorzeitig entlassen, starb aber nicht lange danach am 31. Januar 1943 in seiner Heimatstadt Changhua.

## Literarisches Schaffen
Lai gehörte zur dünnen Schicht taiwanischer Intellektueller, die das japanische Bildungssystem durchlaufen hatten. Seine ersten literarischen Versuche bestanden im Verfassen chinesischer Gedichte im klassischen Stil, später wandte sich Lai jedoch der modernen Literatur zu, wie sie durch die Bewegung des vierten Mai in China propagiert wurde. Seine Werke umfassten Gedichte, Kurzgeschichten und Essays und wurden zumeist in Zeitungen und Zeitschriften veröffentlicht.
In seiner Arztpraxis unterhielt Lai einen Lesesaal, der bald zu einem literarischen Salon in bescheidenem Rahmen wurde. Lai sprach und schrieb fließend Chinesisch und Japanisch. Während er seine literarischen Texte in jüngeren Jahren vorwiegend auf Chinesisch verfasste, widmete er sich später verstärkt dem literarischen Schaffen in seiner Muttersprache Taiwanisch, wozu er u. a. mit anderen Intellektuellen in den 1930er Jahren die taiwanischsprachige Literaturzeitschrift Nanyin herausgab. Als die Japaner während des Zweiten Weltkriegs sämtliche nicht-japanischen Veröffentlichungen verboten, kam die literarische Karriere Lais abrupt zum Ende, auch wenn er bis zu seinem Tod weiterhin privat schrieb.

## Einfluss
Lai He war einer der Pioniere einer eigenständigen taiwanischen Literatur, die sich in Themen und Form von der traditionellen chinesischen Literatur, aber auch von der japanischen Literatur abgrenzte. Als solcher war Lai eine Leitfigur für Autoren der jüngeren Generation, wie z. B. Yang Kuei und Wu Chuo-liu. Lais zur damaligen Zeit ungewöhnlicher Versuch, Literatur in taiwanischer Sprache zu verfassen, wurde von anderen Intellektuellen wie Tsai Pei-huo aufgenommen. Während der Kuomintang-Diktatur nach 1949 galt Lai He zwar als Märtyrer des antijapanischen Widerstands, doch geriet sein Werk im Zuge der allgemeinen Unterdrückung der lokalen taiwanischen Kultur weitgehend ins Abseits. Mit dem Aufkeimen taiwanischen Nationalbewusstseins in den 1970er und 80er Jahren und der Demokratisierung Taiwans wurde auch Lai He wiederentdeckt und gilt heute als „Vater der taiwanischen Literatur“.